# لوبانگ
لوبانگ (به لاتین: Lubań) یک منطقهٔ مسکونی در لهستان است که در شهرستان لوبانگ واقع شده‌است. لوبانگ ۱۶٫۱۲ کیلومتر مربع مساحت و ۲۲٬۱۳۷ نفر جمعیت دارد.

## خواهرخوانده
شهر لوبا خواهرخواندهٔ لوبانگ هست.